# 艾斯尤特省
艾斯尤特省（阿拉伯语：محافظة أسيوط），是埃及二十九省之一，位于該國中部上埃及地區，尼羅河在中部流經。首府为艾斯尤特。面积1,553平方公里，人口3,441,597人（2006年统计）。

## 名人
- 亞歷山大科普特正教會教宗欣諾達三世

## 外部連結
- 官方網頁 （英文）